# 天 (姓)
天（てん）は、漢姓の一つ。

## 朝鮮の姓
天（てん、チョン、朝: 천）は、朝鮮人の姓の一つである。
韓国の都市伝説ではもともとムーダン由来の姓で、方・地・丑・馬・骨・皮と共に賎民の姓だと言われる。

### 氏族
民間伝説には延安地方に1人の棄児があり、ある人が拾い育てたが、彼の姓が分からないので万物之祖である天を姓とした”とあるが、真否はわからない。文献には朝鮮正祖の時天命翊が進士試に合格したという記録があるだけである。
| 氏族（地域） | 創始者 | 人数（2015年） |
| ------------ | ------ | -------------- |
| 延安天氏     |        | 8              |
| 英陽天氏     |        | 19             |
| 龍仁天氏     |        | 21             |
| 忠州天氏     |        | 65             |

### 人口と割合
天氏は1930年度国勢調査当時全国に14世帯があり、そのうち12世帯が黄海道鳳山・瑞興に居住し、江原道淮陽と鉄原にそれぞれ1世帯居住していた。 
| 年度   | 人口    | 世帯数 | 順位         | 割合 |
| ------ | ------- | ------ | ------------ | ---- |
| 1960年 | 250人   |        | 258姓169位   |      |
| 1985年 | 1351人  |        | 274姓中156位 |      |
| 2000年 | 8,416人 |        |              |      |
| 2015年 | 141人   |        |              |      |